# Олександр Шай
Шай Олександр (нар. 17 січня 1979 в Донецьку, Українська РСР) — австралійський актор, що народився в Україні. 
В даний час Шай проживає в Сіднеї, Новий Південний Уельс. Він проходив підготовку до екранного акторського мистецтва в Національному інституті драматичного мистецтва.

## Освіта
У 2002 році Шай Александр закінчив Амстердамський університет у Нідерландах. 
У 2010 році закінчив Національний інститут драматичного мистецтва (NIDA) за спеціальністю "Акторська майстерність на екрані". 
У 2013 році Александр розпочав навчання в Академії кінематографічного і театрального мистецтва російського режисера та актора Микити Михалкова у Москві, Росія.

## Фільмографія
Актор знімався в таких фільмах:
- 2012 — Соціо ... як бізнесмен
- 2011 р. — 3-й закон Ньютона . . . Сабір Алі
- 2011 — Маленький злодій . . . Васе
- 2010 рік — що якщо . . . Алекс Ромеро
- 2010 рік — Візьми, мене, туди . . . Джек
- 2010 — Перед дощем . . . Денні
- 2009 — Нікі двоколірний . . . Денні

Крім того, брав участь в українських виставах:
- APOLLO — перформативно-пластична вистава театру "Нєфть" (в ролі Маленького Аполлона)[3]
- Страждання на Гончарівці — вистава театру "Нєфть" (в ролі Скорика)[4]
- ALICE IN WONDERLAND — вистава театру "Прекрасні квіти" (в ролі Перевізника)

## Зовнішні посилання
- Олександр Шай на сайті IMDb (англ.)
- Shai Alexander. Biography. IMDb [Архівовано 16 грудня 2021 у Wayback Machine.]